# Vignanello
Vignanello es una localidad italiana de la provincia de Viterbo, región de Lacio, con 4.833 habitantes.

## Evolución demográfica
| Gráfica de evolución demográfica de Vignanello entre 1861 y 2001 |
|                                                                  |
| Fuente ISTAT - elaboración gráfica de Wikipedia                  |